# Occipitalt plan
Occipitalt plan eller Planum occipitale er det område af squama occipitalis der ligger over den højeste af nakkelinjerne, og dækkes af den occipitale muskel.